# Centroberyx
Centroberyx is een geslacht van straalvinnige vissen uit de familie van slijmkopvissen (Berycidae). Het geslacht is voor het eerst wetenschappelijk beschreven in 1862 door Gill.